# فابريسيو دا سوزا
فابريسيو دا سوزا (بالبرتغالية: Fabrício de Souza‏) (5 يوليو 1982 في البرازيل – )؛ هو لاعب كرة قدم سابق كان يلعب كلاعب وسط.

## وصلات خارجية
- فابريسيو دا سوزا على موقع رابطة كرة القدم اليابانية للمحترفين (اليابانية)
- فابريسيو دا سوزا على موقع قاعدة بيانات كرة القدم.إي يو (الإنجليزية)
- فابريسيو دا سوزا على موقع Soccerway.com (الإنجليزية)
- فابريسيو دا سوزا على موقع عالم كرة القدم.نت (الإنجليزية)
- فابريسيو دا سوزا على موقع AS.com (الإسبانية)